# خان مرنديز
خان مرنديز (بالفارسية: کاروانسرای مرندیز) هو خان تاريخي يعود إلى عصر القاجاريون، ويقع في مرنديز.